# Cser Miklós
Cser Miklós (Budapest, 1947. május 17. – Budapest, 2020. május 6.) magyar karmester, karnagy, korrepetitor, zenei vezető. Gyermekei közül két fia követte a zenei pályán, Cser Krisztián operaénekesként, Cser Ádám zeneszerzőként és karmesterként ismert.

## Életpályája
Zenész családban született. Dédnagyapja kántortanító volt a felvidéki Iglón, nagyapja énektanárként és a Budapesti Szent István király templom kántoraként működött. Édesapja, Cser Gusztáv karmester, zeneszerző, édesanyja, Cser Tímea a Magyar Állami Operaház magánénekese, a Pécsi Nemzeti Színház operatársulatának alapító tagja volt.
Az alap és középfokú képzésben zongorán, harsonán és ütőhangszereken folytatott zenei tanulmányokat. 1967 és 1975 között a Zeneakadémián tanult, ahol Vásárhelyi Zoltán, Sugár Rezső és Kórodi András növendéke volt. Először középiskolai énektanári és kórusvezetői, majd karmesteri diplomát szerzett. Már 16 évesen rendszeresen vezényelt különböző amatőr és profi zenekarokat és kórusokat. 
1971-ben részt vett a salzburgi Mozarteum karmesterkurzusán, amelynek professzora Stanley Pope angol karmester volt, de a tanfolyam munkájában részt vett Herbert von Karajan, a világhírű dirigens is. A kurzust lezáró versenyen a nemzetközi zsűri döntése értelmében, mint legjobb eredményt elérő résztvevő, elnyerte a Salzburgi Rádió Nagydíját és az azzal járó felkérést egy rádiókoncert vezénylésére. Karajan támogatásáról biztosítva külföldi tanulmányokra biztatta, ám ő a disszidálás helyett a családját választva visszatért a szocialista Magyarországra. 
1973-tól 1977-ig a Műegyetemi Szimfonikus Zenekar első karmestere volt. 1975-ben a Magyar Állami Operaház korrepetitora, majd 1977-től a Szegedi Nemzeti Színház tagja, karvezetője lett, ugyanitt mint operakarmester Verdi Don Carlos című operájával debütált. 1978 és 1980 között az Iraki Nemzeti Szimfonikus Zenekar vezető karmestereként működött Bagdadban.
1980-ban Pál Tamás hívására visszaszerződött Szegedre, ahol 1990-ig tevékenykedett vezető karmesterként. 1985-től Gyüdi Sándor társaként öt évig vezette a Szegedi Egyetemi Énekkart. 1987-ben debütált karmesterként a Magyar Állami Operaházban Verdi Az álarcosbál című operájával. A sikeres próbavezénylés után Petrovics Emil szerződtette, s egészen 2001-ig az intézmény tagja maradt. Ez idő alatt számos lehetőséget kapott Wagner, Verdi és Rossini operák felújítására és a repertoár vezénylésére, több mint kétszáz előadás karmestere volt. Részt vett több nyugat-európai koncertturnén is, ahol alkalma volt az opera és operett műfajokban nagy tapasztalatra szert tenni. 1989-ben és 1990-ben lehetőséget kapott a nemzetközi hírű Szegedi Szabadtéri Játékokon Lehár Ferenc A mosoly országa című operettjének vezénylésére. 1992 és 1994 között újra a Műegyetemi Szimfonikus Zenekar karmestere lett.
1999 őszén egy beugrás alkalmával A Pécsi Nemzeti Színház Bizet Carmen előadását vezényelte. A nagy sikerű bemutatkozás következtében 2000-ben kinevezték a színház zeneigazgatójává, majd négy évvel később vezető karmesterévé. Munkája nyomán fellendült a pécsi operajátszás színvonala és hasonló fejlődés volt tapasztalható az operett és musical produkciókban is. 1975 és 2010 között, a jeles magyar színházakban eltöltött évek során, rendszeresen kapott felkérést a szimfonikus zeneirodalom számos művének vezénylésére. 1998 és 2003 között a szegedi Victoria Kamarakórus vezetője volt, ezen a poszton fia, Cser Ádám követte. 2009-től 2011-ig karigazgatója volt a Budapesti Kórusnak. 2012-ben testvérével, Cser László operaházi zenekari művésszel megalapították a Concerto Kamarazenekart, melynek művészeti vezetője lett. 2022 februárjától a zenekar Cser Miklós Kamarazenekar néven működik tovább, így őrizve emlékét és tisztelegve munkássága előtt.
Cser Miklós utoljára 2019. december 15-én vezényelt, az édesanyja, Cser Tímea operaénekes születésének 100. évfordulójáról megemlékező hangversenyen, a Budapest-Kelenföld Szent Gellért-templomban. Rövid betegség után 2020. május 6-án hunyt el, május 19-én a Farkasréti temető művészparcellájában helyezték örök nyugalomra.

## Díjai, elismerései
- Salzburgi Rádió Nagydíja (1971)
- Szocialista Kultúráért (1987)[11]